# Xã South Macon, Quận Macon, Illinois
Xã South Macon (tiếng Anh: South Macon Township) là một xã thuộc quận Macon, tiểu bang Illinois, Hoa Kỳ. Năm 2010, dân số của xã này là 1.457 người.